# Station Barneveld Zuid
Station Barneveld Zuid is een spoorwegstation aan de spoorlijn Nijkerk - Ede-Wageningen in het Gelderse dorp Barneveld bij de nieuwbouwwijk Veller, ter hoogte van de spoorwegovergang Oud Vellerseweg. Het station ligt tussen de stations Barneveld Centrum en Lunteren. Vervoerder Keolis Nederland exploiteert deze lijn op het traject Amersfoort Centraal - Ede-Wageningen.
De provincie Gelderland had in 2007 € 1,6 miljoen voor de halte beschikbaar gesteld. Het moment van realisatie werd meerdere malen uitgesteld. Uiteindelijk werd het op 2 februari 2015 geopend.
Tussen Amersfoort Centraal en Barneveld Zuid rijden van maandag tot en met zaterdag overdag vier treinen per uur. 's Avonds en op zondag rijden er twee treinen per uur. Tussen Barneveld Zuid en Ede-Wageningen rijden twee treinen per uur.

## Bediening
Het station wordt bediend door de volgende treinseries:
| Serie       | Treinsoort        | Route                                                                     | Bijzonderheden                   |
| ----------- | ----------------- | ------------------------------------------------------------------------- | -------------------------------- |
| 31300 RS 34 | Sprinter (Keolis) | Amersfoort Centraal – Barneveld Centrum – Barneveld Zuid – Ede-Wageningen | Onderdeel van de formule RRReis. |
| 31400 RS 34 | Sprinter (Keolis) | Amersfoort Centraal – Barneveld Centrum – Barneveld Zuid                  | Onderdeel van de formule RRReis. |

## Afbeeldingen

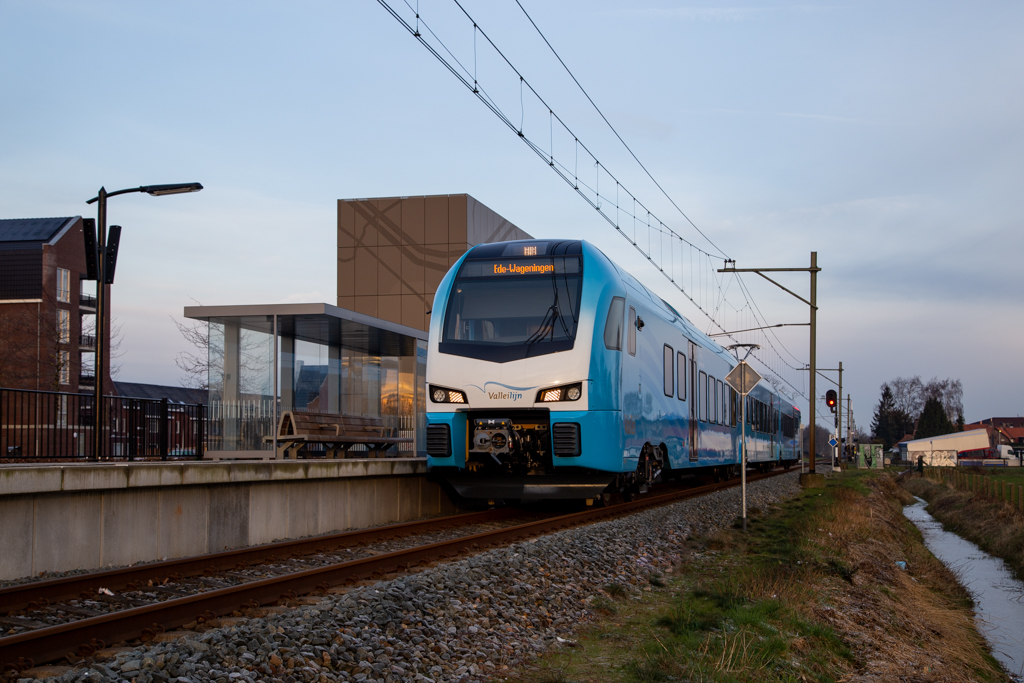
FLIRT op het station
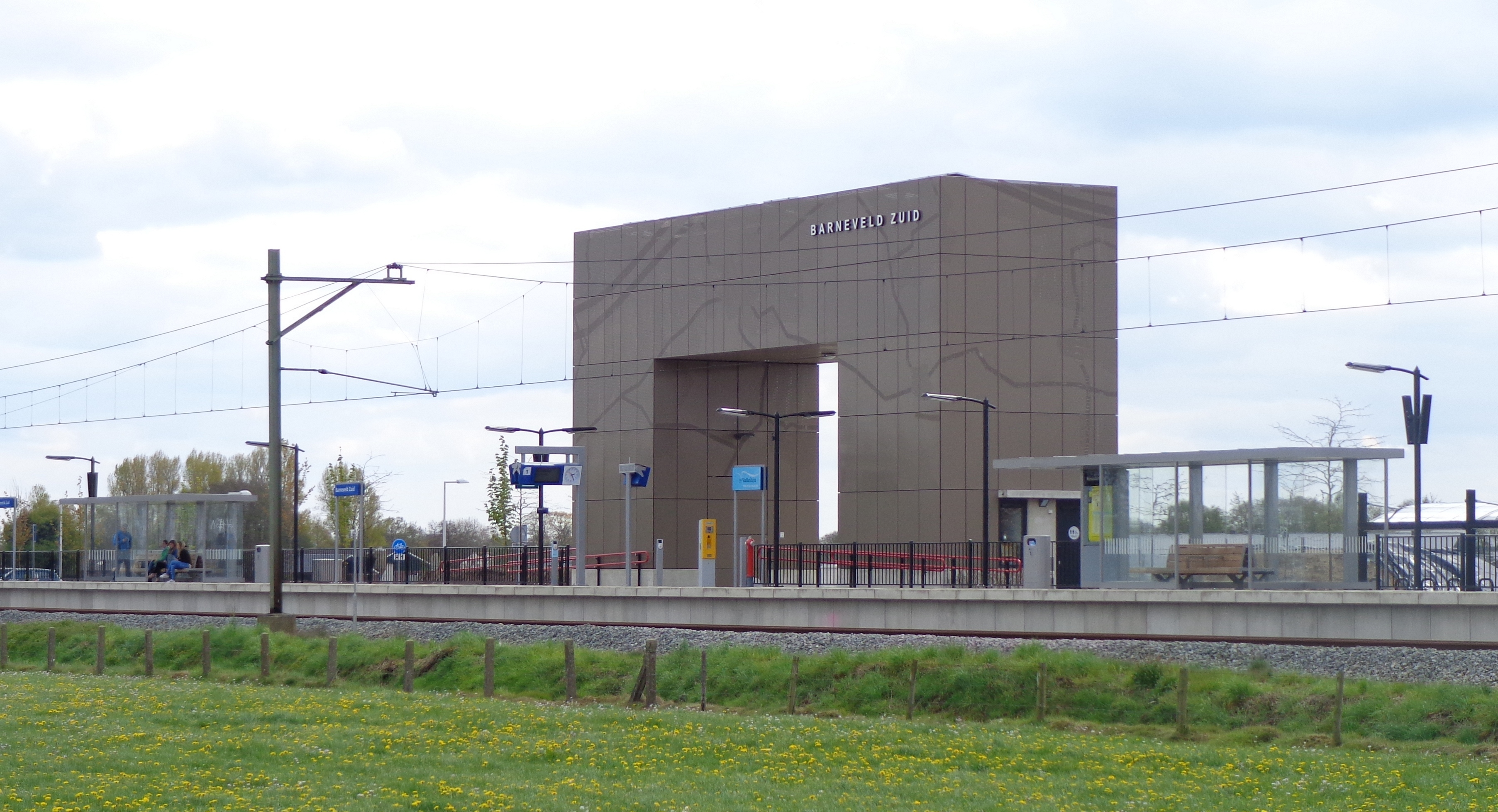
Perron (2017)
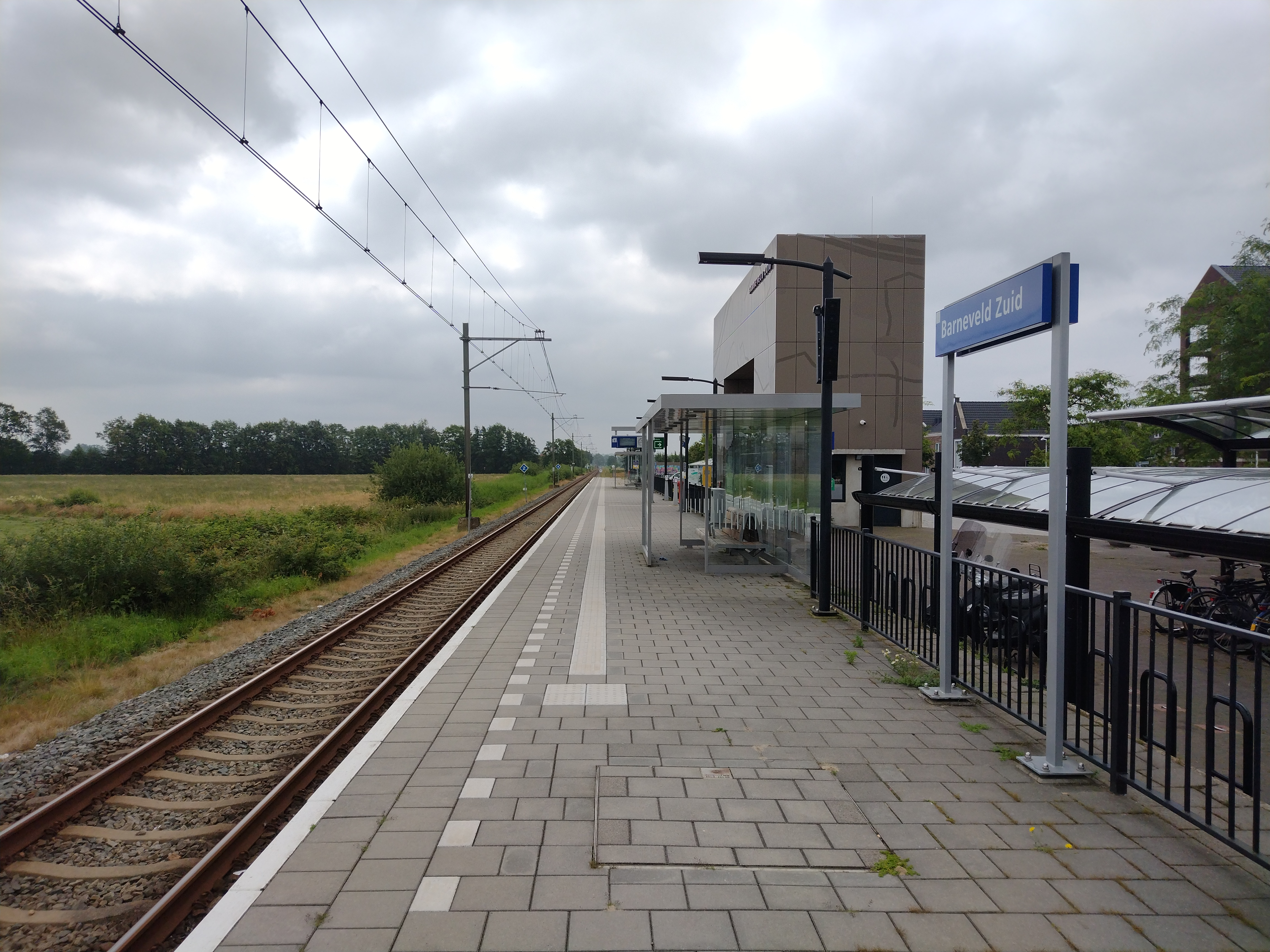
Perron (2024)
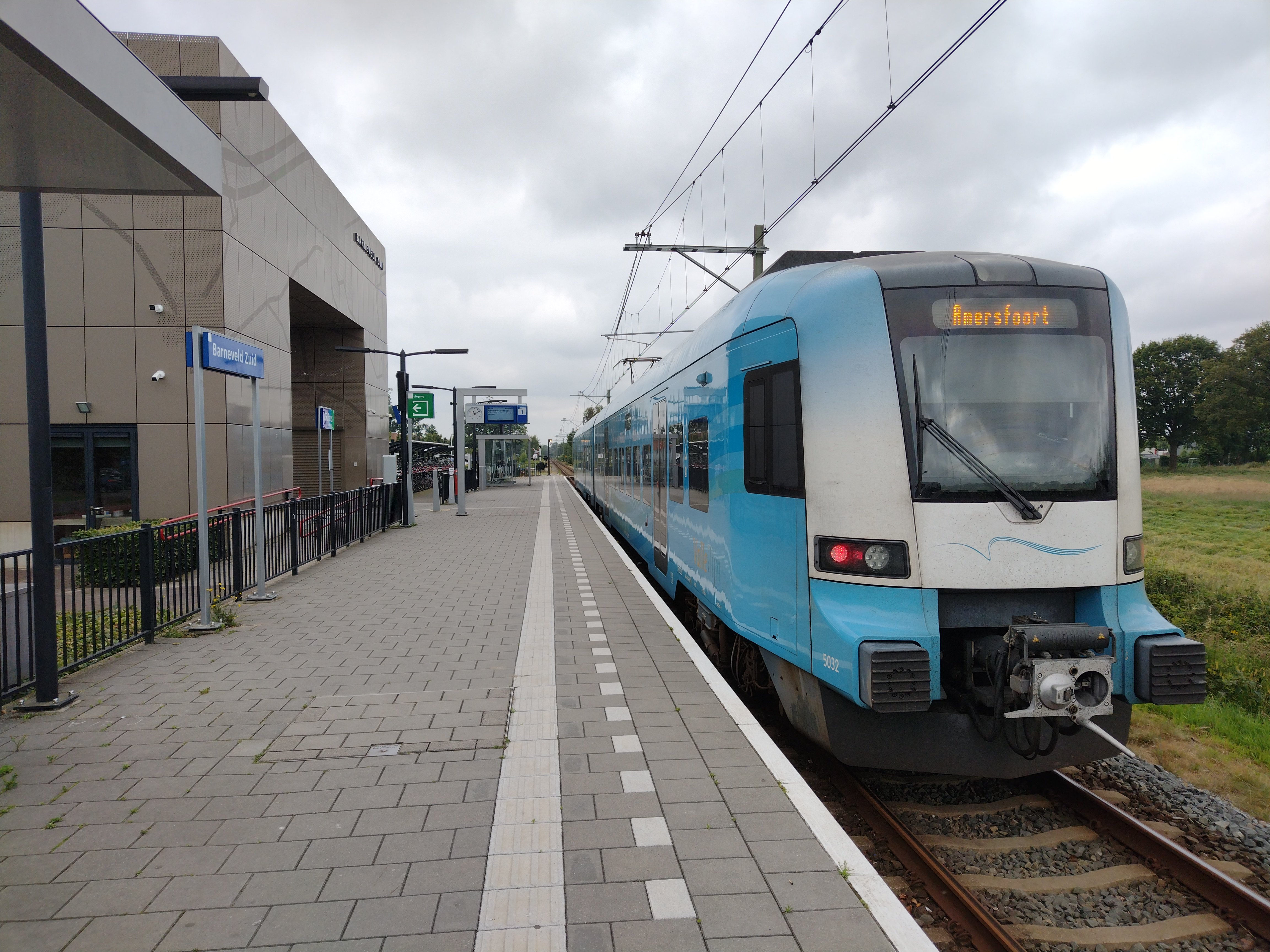
Protos op het station